# Битка за Азиће
Битка за Азиће била је једна од битки у опсади Сарајева 1993. године. ВРС је први корак у операцији у предграђу направила почетком децембра 1992. године, пробијајући се кроз предграђе Отес, неких 15 километара западно од централног Сарајева. Средином фебруара Сарајевско-романијски корпус је кренуо у други дио похода, напао Азиће, трупе 1. Илиџанске пјешадијске бригаде напале су тенковима за подршку и оклопним транспортерима 1. сарајевске механизоване бригаде.

## Ток битке
Напад је предводило неколико специјалних јуришних јединица. Укупне јуришне снаге вероватно броје 1.000 до 1.500 војника, артиљерије и минобацача из јединица у целом подручју, подржавале су напад значајном ватреном подршком, укључујући ватру из хаубица калибра 155 мм и вишецевних ракетних бацача из 4. мешовитог артиљеријског пука, против планираног напада 3. моторизовани бригада/1. корпус бранила је сектор Азићи-Ступ са више од 4.000 људи. Како су српске намере постале јасне, 1. корпус је појачао бригаду мобилним елементима других формација које су попуниле линије одбране града. ВРС је напала 15. фебруара, брзо упаднувши на положаје АРБиХ директном тенковском паљбом и артиљеријским и минобацачким гранатама гађајући браниоце владе. Срби су полако напредовали кроз град, током наредних пет дана, потискујући муслиманске јединице зграду по зграду. До 20. фебруара српске трупе су заузеле Азиће.